# الحزب الليبرالي (أرمينيا)
الحزب الليبرالي هو حزب سياسي أرمني. تم تأسيسه في 1 مارس 2021 ويترأسها حاليًا صامفل بابيان وزير الدفاع السابق بجمهورية أرتساخ وزعيم حزب الوطن الأم المتحدة في أرتساخ.

## التاريخ
تأسس الحزب الليبرالي في مارس 2021 وأعلن لاحقًا عن نيته المشاركة في الانتخابات البرلمانية الأرمينية لعام 2021. فاز الحزب بنسبة 1.17٪ من الأصوات الشعبية في الانتخابات، وفشل في الفوز بأي مقاعد في الجمعية الوطنية. قبل الحزب نتائج الانتخابات وهنأ رئيس الوزراء نيكول باشينيان على إعادة انتخابه. حاليا يعمل الحزب كقوة خارج البرلمان.
في نوفمبر 2021 شارك الحزب في الانتخابات المحلية بمدينة المغري، وفاز بمقعدين في مجلس مدينة المغري.

## الأيديولوجيا
يؤيد الحزب تعزيز الجيش الأرميني وحماية وحدة أراضي أرمينيا وآرتساخ. دعا زعيم الحزب صمويل بابيان إلى إنشاء جيش محترف.
يعتقد الحزب أن السلام والاستقرار والتنمية الاقتصادية في منطقة جنوب القوقاز يمكن تحقيقها من خلال التكامل الأوروبي المستمر والعضوية النهائية في الاتحاد الأوروبي. كما دعا الحزب أرمينيا إلى الانسحاب من الاتحاد الاقتصادي الأوراسي بقيادة روسيا في حال أصبحت أذربيجان دولة عضو.